# Mauritius i olympiska sommarspelen 1988
Mauritius deltog i de olympiska sommarspelen 1988 med en trupp bestående av åtta deltagare, men ingen av landets deltagare erövrade någon medalj.

## Friidrott
Damernas maraton
- Maryse Justin – 2"50:00 (→ 51:a plats)